# Сиротенко, Василий Трофимович
Васи́лий Трофи́мович Сиротенко (9 ноября 1915 — 9 августа 2006) — советский, украинский и российский историк, антиковед и медиевист, специалист по истории поздней античности и историографии эпохи Великого переселения народов. Доктор исторических наук (1973), профессор (1974), первый заведующий кафедрой истории древнего мира и средних веков ПермГУ. С 1976 по 1998 год профессор кафедры всеобщей истории Днепропетровского университета. С 1998 по 2006 год профессор Армавирского пединститута.

## Биография
Родился в селе Стрижевка Волынской губернии.
Окончил рабфак и исторический факультет Киевского университета (1939), преподавал в Черниговском педагогическом институте. В 1939 году стал заочным аспирантом МИФЛИ — под научным руководством Е. А. Косминского (после войны поступив в аспирантуру Московского государственного педагогического института, сменит руководителя на антиковеда А. К. Бергера).
С 1940 года служил в РККА (до 1947). Участник Великой Отечественной войны, прошел боевой путь от лейтенанта до майора, кавалер орденов Отечественной войны I и II степени, ордена «Красной Звезды», медали «За отвагу».
В ряде публикаций встречаются утверждения, что в январе 1945 года во время освобождения Кракова советскими войсками В. Т. Сиротенко спас Кароля Войтылу — будущего Папу Римского Иоанна Павла II.
После вновь преподавал в Чернигове (1947—1955), затем — в Калужском педагогическом институте; защитил кандидатскую диссертацию «Взаимоотношения с Византией племён и народностей Северного Причерноморья и Подунавья в IV—VI вв.» (в 1954 г., под руководством профессора В. Ф. Семенова).
С 1954 года работал в ПГПИ, с 1955 года — в Молотовском (Пермском) университете им. А. М. Горького.
25 апреля 1969 года защитил докторскую диссертацию «Международные отношения в Европе в IV—VI вв.» (официальные оппоненты Н. Ф. Колесницкий, М. Я. Сюзюмов и А. С. Шофман) — однако из-за разногласий с московскими историками степень будет присуждена только в 1973 году; как полагает Капсалыкова К. Р., его научным консультантом следует считать М. Я. Сюзюмова. С 1974 года заведовал кафедрой истории Древнего мира и Средних веков Пермского университета.
В 1976—1998 годах — профессор кафедры всеобщей истории Днепропетровского государственного университета. С 1998 года преподавал в Армавирском педагогическом университете.
Сын Владимир (1941 г. р.) - со слов которого, его мать была дочерью Н. Вороного. 
Вторая жена — Сиротенко Ольга Василевна (1923—2021).

## Научная деятельность
В. Т. Сиротенко ещё студентом заинтересовался историей поздней античности. Он критически относился к распространённой в советской историографии концепции «революции рабов» в конце античности, которая якобы и стала причиной падения Римской империи, а также к представлениям о варварах как о союзниках «революционного» движения. По его мнению, последствия варварских вторжений для населения Средиземноморья, особенно Западной Римской империи, были негативными и говорить следует скорее не об объединении варваров с «революционными» движениями, а напротив, об объединении и самоорганизации римлян для борьбы с варварами и о подавлении центральной администрацией народных движений с помощью варваров. В такой оценке варварских вторжений В. Т. Сиротенко близок ряду западных специалистов (Б. Уорд-Перкинс, С. Малбергер). Свою борьбу с пережитками концепта «революции рабов» сам Сиротенко считал своей главной научной заслугой.
Как отмечает К. Р. Капсалыкова, «пик научно-исследовательской активности В. Т. Сиротенко пришелся на вторую половину 1960-х — первую половину 1970-х гг. Впоследствии, ни в Днепропетровске, ни в Армавире, в отрыве от уральской научной среды, он уже не создал каких-либо принципиально новых, концептуальных, научных текстов. По сути, он продолжал по частям публиковать свою докторскую диссертацию».

## Основные работы
- Введение в историю международных отношений в Европе IV—VI вв. Ч. I. Источники (1973)
- История международных отношений в Европе во второй половине IV — начале VI вв. (1975)
- Народные движения в поздней Римской империи и образование варварских королевств (1988)
- Народные движения в Северной Африке и королевство вандалов и аланов (1990)
- Культура эпохи Возрождения (1993, в соавт.)